# ヘルマン・ルクス
ヘルマン・ダリオ・ルクス（Germán Darío Lux, 1982年6月7日 - ）は、アルゼンチン・サンタフェ州カルカラナ出身の元サッカー選手。元アルゼンチン代表。現役時代のポジションはゴールキーパー。

## 経歴
2002年にCAリーベル・プレートでデビューした。2004年にはアテネオリンピック代表に選出。正GKとして6試合に出場し優勝に貢献した。しかし、2005年のFIFAコンフェデレーションズカップでは低調なパフォーマンスで5試合で10失点を喫した。2006年のFIFAワールドカップではメンバー入り当確と思われていたが、ホセ・ペケルマン監督はオスカル・ウスタリを選んだため落選となった。
2007年7月2日にスペインのRCDマヨルカに移籍したが、ミゲル・アンヘル・モジャの存在もあり、2007-08シーズンは10試合の出場に留まった。2008-09シーズンはモジャの不調により中盤戦でレギュラーを奪取したが、12月29日にデポルティーボ・ラ・コルーニャからドゥドゥ・アワットが加入すると再び控えに戻った。モヤのバレンシアCF移籍後もアワットの控えとしての日々が続き、年に数試合程度の出場に留まった。
2011年7月25日、2部降格が決まったデポルティーボ・ラ・コルーニャに移籍した。しかし、移籍後もダニエル・アランスビアの控えに留まっている。
2017年、リーベル・プレートに復帰した。

## タイトル
リーベル・プレート
- プリメーラ・ディビシオン : 2001-02C, 2002-03C, 2003-04C, 2021
- コパ・アルヘンティーナ : 2016-17, 2018-19
- スーペルコパ・アルヘンティーナ : 2017, 2019
- リベルタドーレス杯 : 2018
- レコパ・スダメリカーナ : 2019

デポルティーボ・ラ・コルーニャ
- セグンダ・ディビシオン : 2012

U-20アルゼンチン代表
- FIFAワールドユース選手権 : 2001

オリンピックアルゼンチン代表
- オリンピックサッカー : 2004